# Schweizerisches Waffeninstitut

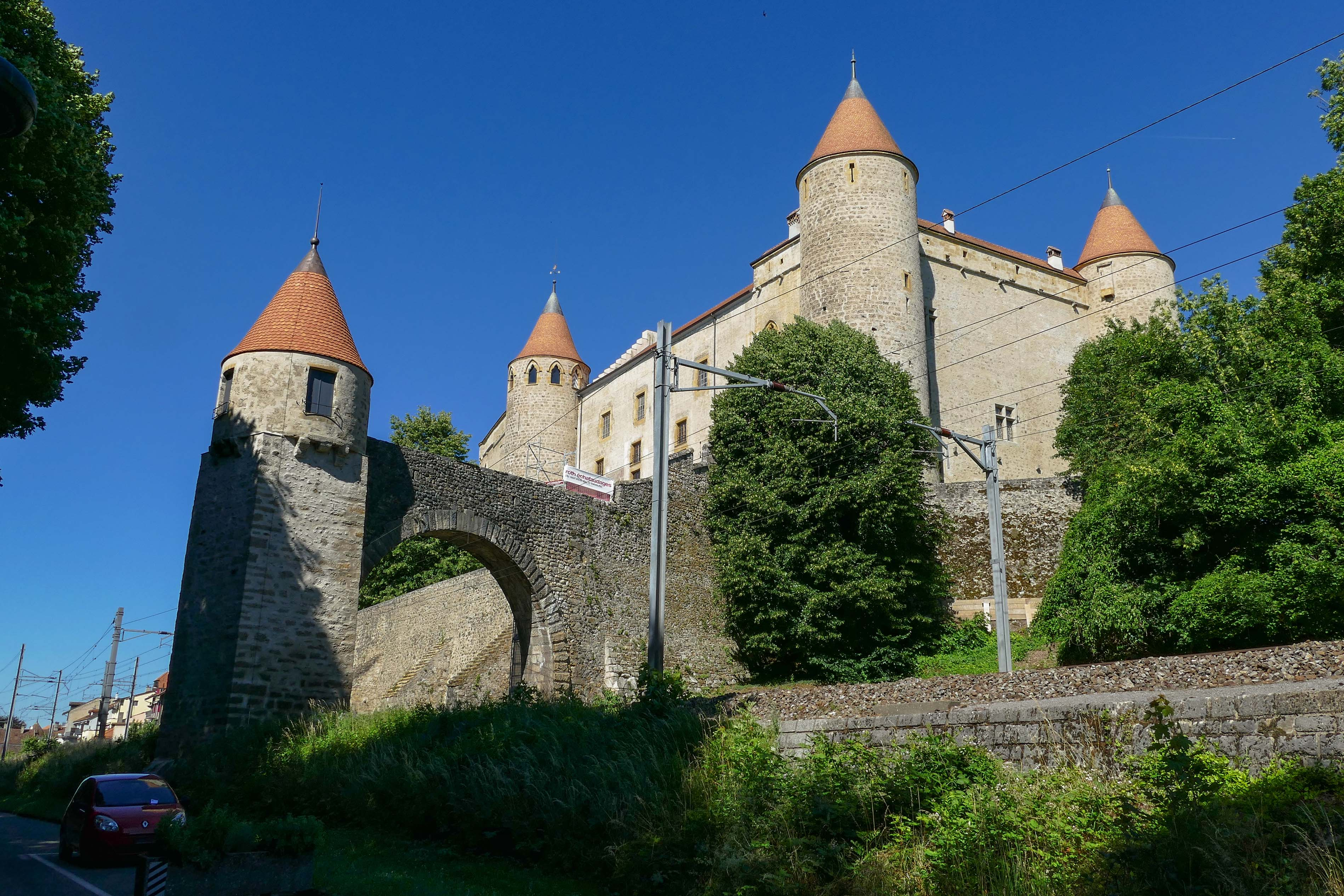
Schloss Grandson, Sitz des Schweizerischen Waffeninstituts

Das Schweizerische Waffeninstitut, französisch Institut suisse d’armes anciennes, italienisch Istituto svizzero per le armi antiche, englisch Swiss Institut of Arms and Armour  ist eine Organisation, die sich mit historischen Waffen beschäftigt. Die Einrichtung mit Sitz auf Schloss Grandson in der Schweiz dient als Informations- und Hilfsstelle für Museen, Sammler, Kunsthändler, Verleger und Autoren im In- und Ausland.
Das 1972 auf privatwirtschaftlicher Basis auf dem Schloss gegründete Institut führt ausserdem Konservierungen und Restaurierungen alter Waffen und Rüstungen aus.
Neben der Übernahme von Forschungsaufträgen besorgt das Schweizerische Waffeninstitut auch die Herausgabe und Übersetzung waffenkundlicher Werke. Ein solches Projekt war beispielsweise das ab 1978 unter der Redaktion von Eugène Heer herausgegebene mehrbändig illustrierte Schrift Der neue Støckel. Internationales Lexikon der Büchsenmacher, Feuerwaffenfabrikanten und Armbrustmacher von 1400–1900.

## Schriften
- Eugen Heer (Red.), Ellen Ducommun (Mitarb.): Der neue Støckel. Internationales Lexikon der Büchsenmacher, Feuerwaffenfabrikanten und Armbrustmacher von 1400–1900. 3 Bände. Journal-Verlag Schwend, Schwäbisch Hall 1978ff.